# Pero Antić
Pero Antić (makedonsky: Перо Антиќ; * 29. července 1982 Skopje) je bývalý severomakedonský basketbalista, v současnosti pak prezident Basketbalové federace Severní Makedonie. Třikrát vyhrál Euroligu, dvakrát s Olympiakosem (2012, 2013), jednou s Fenerbahçe (2017). Dvě sezóny strávil v NBA, v dresu Atlanta Hawks (2013–2015). Jako kapitán dovedl Severomakedonskou reprezentaci k nečekanému čtvrtému místu na mistrovství Evropy roku 2011. Ač Makedonec, je znám jako velký fanoušek srbského klubu Crvena zvezda Bělehrad. Na rameni má dokonce tetování znaku fanouškovské organizace Crvene zvezdy Delije, takže byl mezi fanoušky klubu velmi populární v době, kdy v něm působil (v letech 2005–2007 a 2017–2018). Krom severomakedonského má též bulharské občanství. Měří 211 centimetrů.